# Robert Bredow
Robert Bredow (* 9. Oktober 1885 in Heubuden, Kreis Marienburg (Westpreußen); † nach 1946) war ein deutscher Gewerkschafter und Politiker (SPD).

## Leben
Robert Bredow wurde als Sohn eines Eisenbahnbeamten geboren. Nach dem Volksschulabschluss erlernte er das Metallformerhandwerk und arbeitete anschließend in diesem Beruf. Daneben besuchte er die Fach- und Fortbildungsschule. Er betätigte sich gewerkschaftlich und arbeitete von November 1921 bis 1933 als Gewerkschaftssekretär beim ADGB-Ortsausschuss Berlin, dessen Vorsitz er 1928 übernahm. Des Weiteren übte er ehrenamtliche Tätigkeiten aus, z. B. am Arbeitsamt und am Arbeitsgericht. Von 1932 bis 1933 war er Mitglied des Preußischen Landtages.
Bredow zog 1933 nach Frankfurt (Oder), war mehrere Jahre arbeitslos und arbeitete später in der Versicherungsbranche. In dieser Zeit wurde er mehrfach von den Nationalsozialisten in Konzentrationslagern inhaftiert. Nach dem Kriegsende war er Vorsitzender der SPD Treptow.